# STS-73
STS-73, voluit Space Transportation System-73, was een spaceshuttlemissie van de Columbia. Tijdens de missie werd er voor de tweede keer wetenschappelijk onderzoek gedaan in de United States Microgravity Laboratory (USML-2), een speciaal aangepaste Spacelab module. 

## Bemanning
| Positie            | Lancering                             | Landing                               |                                       |
| ------------------ | ------------------------------------- | ------------------------------------- | ------------------------------------- |
| Bevelhebber        | Kenneth Bowersox 3e ruimtevlucht      | Kenneth Bowersox 3e ruimtevlucht      |                                       |
| Piloot             | Kent Rominger 1e ruimtevlucht         | Kent Rominger 1e ruimtevlucht         |                                       |
| Missiespecialist 1 | Catherine Coleman 1e ruimtevlucht     | Catherine Coleman 1e ruimtevlucht     |                                       |
| Missiespecialist 2 | Michael López-Alegría 1e ruimtevlucht | Michael López-Alegría 1e ruimtevlucht | Michael López-Alegría 1e ruimtevlucht |
| Missiespecialist 3 | Kathryn Thornton 4e ruimtevlucht      | Kathryn Thornton 4e ruimtevlucht      | Kathryn Thornton 4e ruimtevlucht      |
| Ladingspecialist 1 | Fred Leslie 1e ruimtevlucht           | Fred Leslie 1e ruimtevlucht           | Fred Leslie 1e ruimtevlucht           |
| Ladingspecialist 2 | Alberto Sacco 1e ruimtevlucht         | Alberto Sacco 1e ruimtevlucht         | Alberto Sacco 1e ruimtevlucht         |

## Media

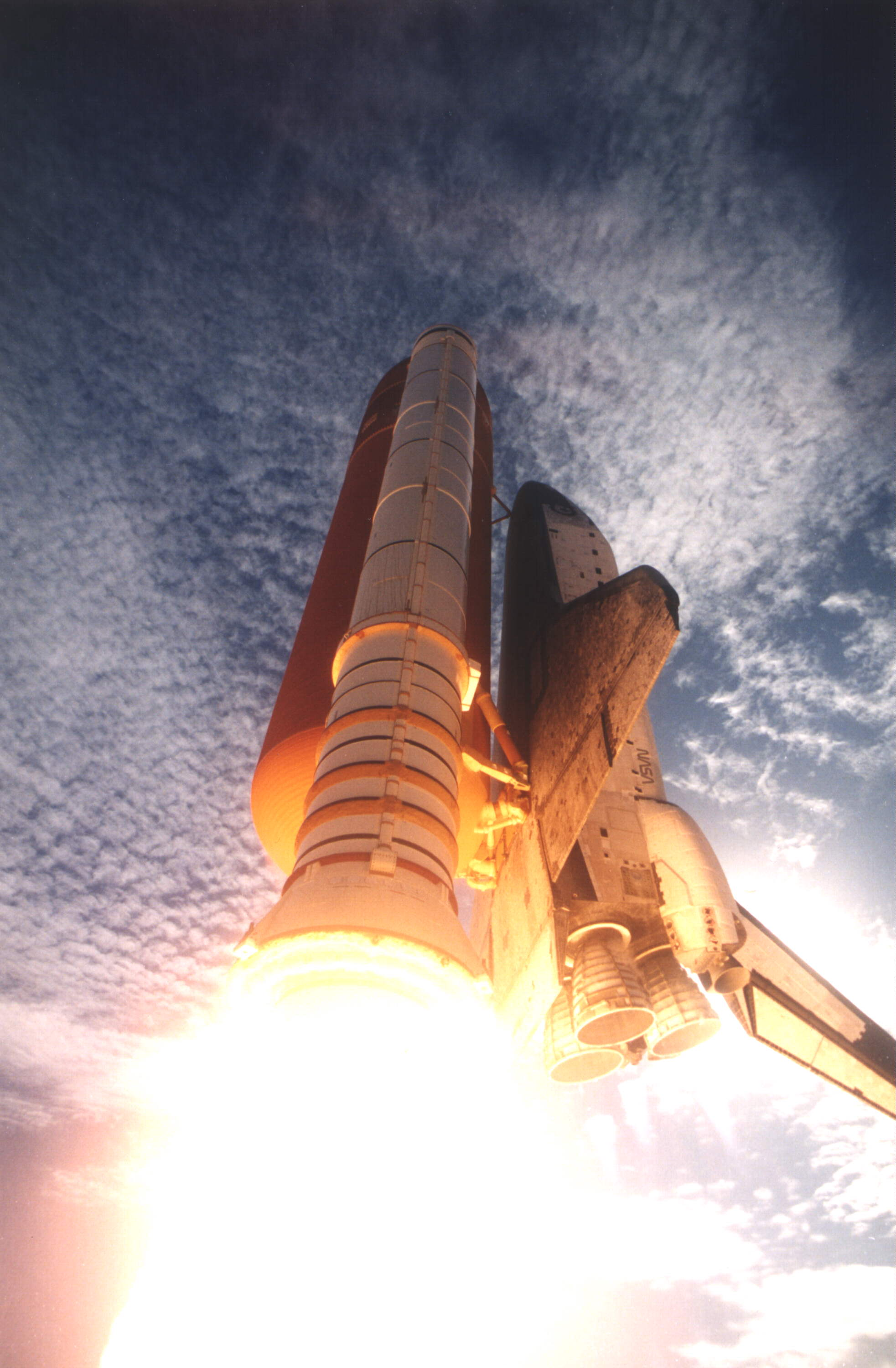
Lancering
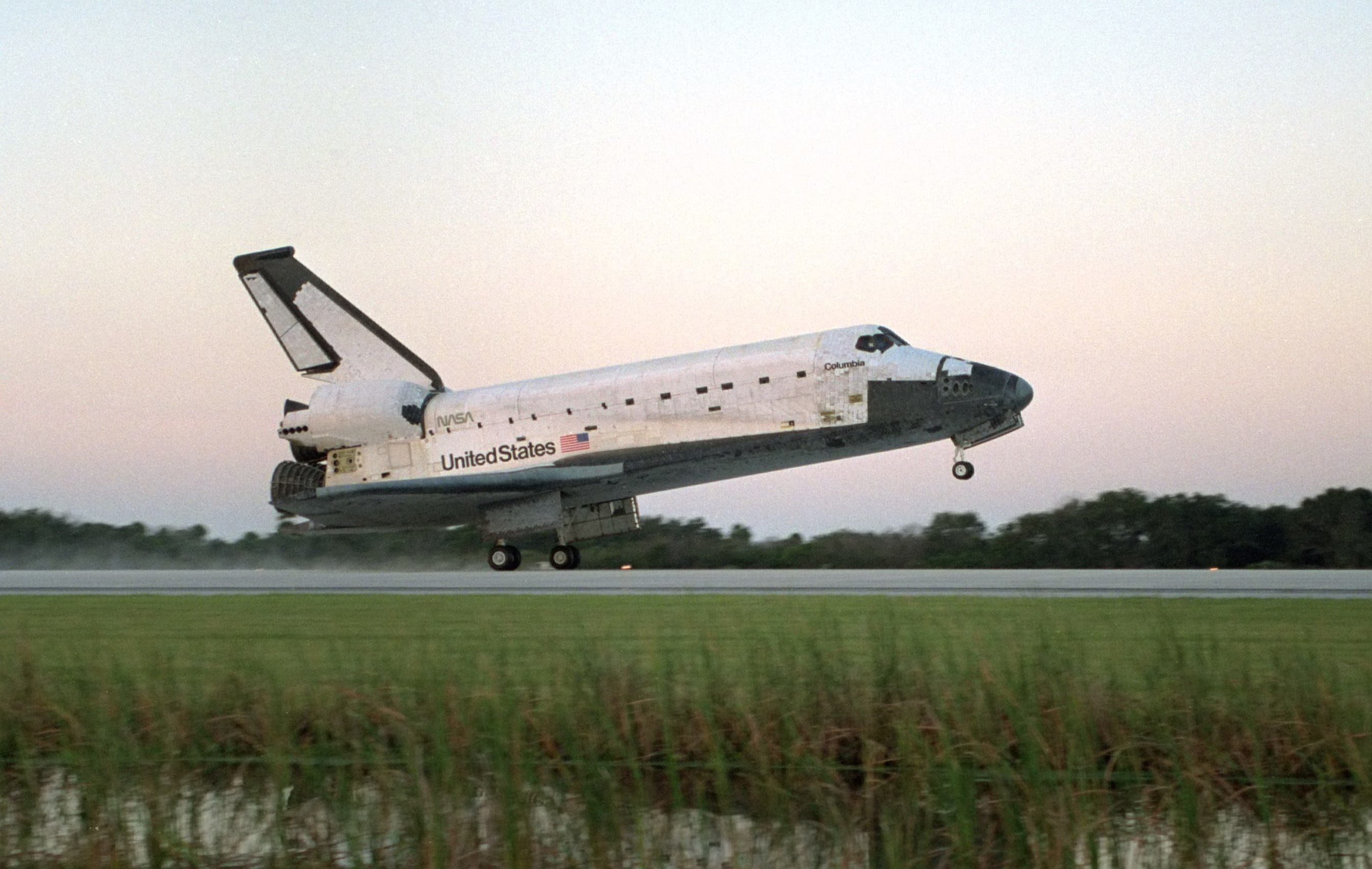
Landing